# ده بيد تشربيون (زيلايي)
ده بید تشربیون (بالفارسية: ده بیدچربیون) هي قرية تقع في إيران في قسم زیلایی الريفي. يقدر عدد سكانها بـ 22 نسمة .